# Michael Blanco
Michael Blanco (* 1987 in San Diego) ist ein US-amerikanischer Jazz- und Theatermusiker (Kontrabass, Komposition).

## Leben und Wirken
Blanco zog 2000 nach New York City, wo er seitdem u. a. mit John Ellis, Rich Perry, Will Vinson, Jonathan Kreisberg, David Cook, Aaron Goldberg, Adam Birnbaum, Mark Ferber, Ari Hoenig und Tomas Fujiwara arbeitet. Im Rahmen des Jazz-Ambassador-Programms des Department of State tourte er 2001 durch Süd- und Mittelamerika und die Karibik, 2008 durch den Nahen Osten in einem Tourneeprogramm des Jazz at Lincoln Center. Neben dem Jazz ist er als Theatermusiker am Broadway tätig, u. a. für Produktionen wie Next to Normal, How to Succeed in Business Without Really Trying, Chaplin und Grease sowie für verschiedene Broadway-Orchester, mit denen er Stars wie Carole King, Norah Jones, Clay Aiken, Lea Michele, Nick Jonas und Brooke Shields. begleitete. 2006 spielte er mit Alan Ferber, Rob Wilkerson, Rich Perry, Aaron Goldberg, Bill Campbell sein Debütalbum In the Morning (Fresh Sound Records) ein, für das er den ASCAP Foundation Young Jazz Composer Award erhielt. 2006 wirkte er bei Angela Ortiz’ Album All About You.
Bianco legte 2013 sein zweites Album No Time Like the Present (Nineteen-Eight Records) vor, an dem Mark Ferber, Jonathan Kreisberg, David Cook und John Ellis beteiligt waren; 2016 folgte ib Quartettbesettzung (mit John Ellis, Kevin Hays, Clarence Penn) Spirit Forward. Ferner tritt er als Solist mit Eigenkompositionen in Jazzclubs wie dem Smalls und dem Cornelia Street Cafe auf.